# Banca Carrera
La Banca Carrera fou una petita entitat financera establerta a Ribes de Freser. Va començar la seva activitat el 1929 quan Salvador Carrera i Fillet feia cobraments d'efectes o canvi de moneda, així com d'altres petites operacions financeres. Va demanar la llicència oficial de banca el 20 de maig de 1947 i la va obtenir a inicis de 1948. El 18 de gener de 1967, es va constituir com a societat anònima, amb el nom de Banca Carrera. Poc després, el 1970 va obrir una oficina central a la carretera de Barcelona de Girona. I poc més endavant traslladaria aquesta oficina a la plaça Marquès de Camps, centre financer de l'època. Al consell d'administració hi havia el mateix Carrera, juntament amb Higini Torras Magem. El 18 d'abril de 1972 va ampliar accionistes i es va convertir en el Banc de Girona, que després d'una ràpida expansió, el 1975 seria absorbit per Banca Catalana.